# ناحیه پارکر، شهرستان کلارک، ایلینوی
ناحیه پارکر، شهرستان کلارک، ایلینوی (به انگلیسی: Parker Township) یک منطقهٔ مسکونی در ایالات متحده آمریکا است که در شهرستان کلارک، ایلینوی واقع شده‌است. ناحیه پارکر ۱۸۶ نفر جمعیت دارد و ۲۰۱ متر بالاتر از سطح دریا واقع شده‌است.